# Miguel Castro
Miguel Angel Castro (né le 24 décembre 1994 à La Romana, République dominicaine) est un lanceur droitier des Yankees de New York de la Ligue majeure de baseball.

## Carrière

### Blue Jays de Toronto
Miguel Castro signe avec les Blue Jays de Toronto son premier contrat professionnel en 2012, alors qu'il est âgé de 17 ans. Imposant lanceur droitier de 6 pieds et 5 pouces (1,96 m), il est avec Devon Travis, Dalton Pompey, Daniel Norris, Roberto Osuna et Aaron Sanchez l'une des 6 recrues choisies pour entamer la saison 2015 dans l'effectif des Blue Jays. Castro fait sa première apparition dans un match du baseball majeur comme lanceur de relève face aux Yankees de New York le 6 avril 2015.
Il lance 12 manches et un tiers en 13 sorties pour Toronto en 2015, réussit 12 retraits sur des prises et encaisse deux défaites.

### Rockies du Colorado
Avec l'arrêt-court José Reyes et les lanceurs droitiers des ligues mineures Jeff Hoffman et Jesus Tinoco, Castro est échangé aux Rockies du Colorado le 28 juillet 2015 contre l'arrêt-court étoile Troy Tulowitzki et le releveur droitier LaTroy Hawkins.